# 쓰루기 (열차)
쓰루기(일본어: つるぎ) 또는 츠루기는 서일본 여객철도가 호쿠리쿠 신칸센에서 운영하는 열차이다. 쓰루기의 경우 일본어로 칼과 검을 의미하며 열차 등급을 표시하는 고유색은 보라색이다.

## 역사

### 일본국유철도시절
쓰루기는 니가타 ~ 오사카를 오가는 특급열차로 1961년 10월 1일에 신설되었다. 1963년에 다이야 개정으로 침대특급열차로 전환되면서 가나자와 ~ 도야마 구간은 보통 열차가 운행으로 변경된다. 1965년 다이야 개정으로 니가타 ~ 오사카를 연결하는 야간열차가 쓰루기로 명칭이 변경되었다. 1968년 다이야 개정으로 객차로 변경되었다. 1972년에 니가타로 연장되면서 특급열차로 전환되었다. 1975년 3월에 고세이 선 경유로 변경되었다. 1976년에 24계, 25계 객차가 도입되었다. 1994년 12월 4일에 다이야 개정으로 임시 열차로 변경되었다가 1996년 12월에 폐지되었다.

### 신칸센시절
2013년 10월 10일 동일본 여객철도와 서일본 여객철도는 호쿠리쿠 신칸센 2단계 구간인 나가노 ~ 가나자와 구간 개통 이후 열차명을 발표와 동시에 현재의 명칭이 되었다. 2015년 3월 14일에 호쿠리쿠 신칸센 나가노 ~ 가나자와 구간이 개통과 동시에 운행하기 시작했다. 2017년 7월 1일 일부열차에 8호차 객차가 지정석으로 변경되었다.

### E7계·W7계

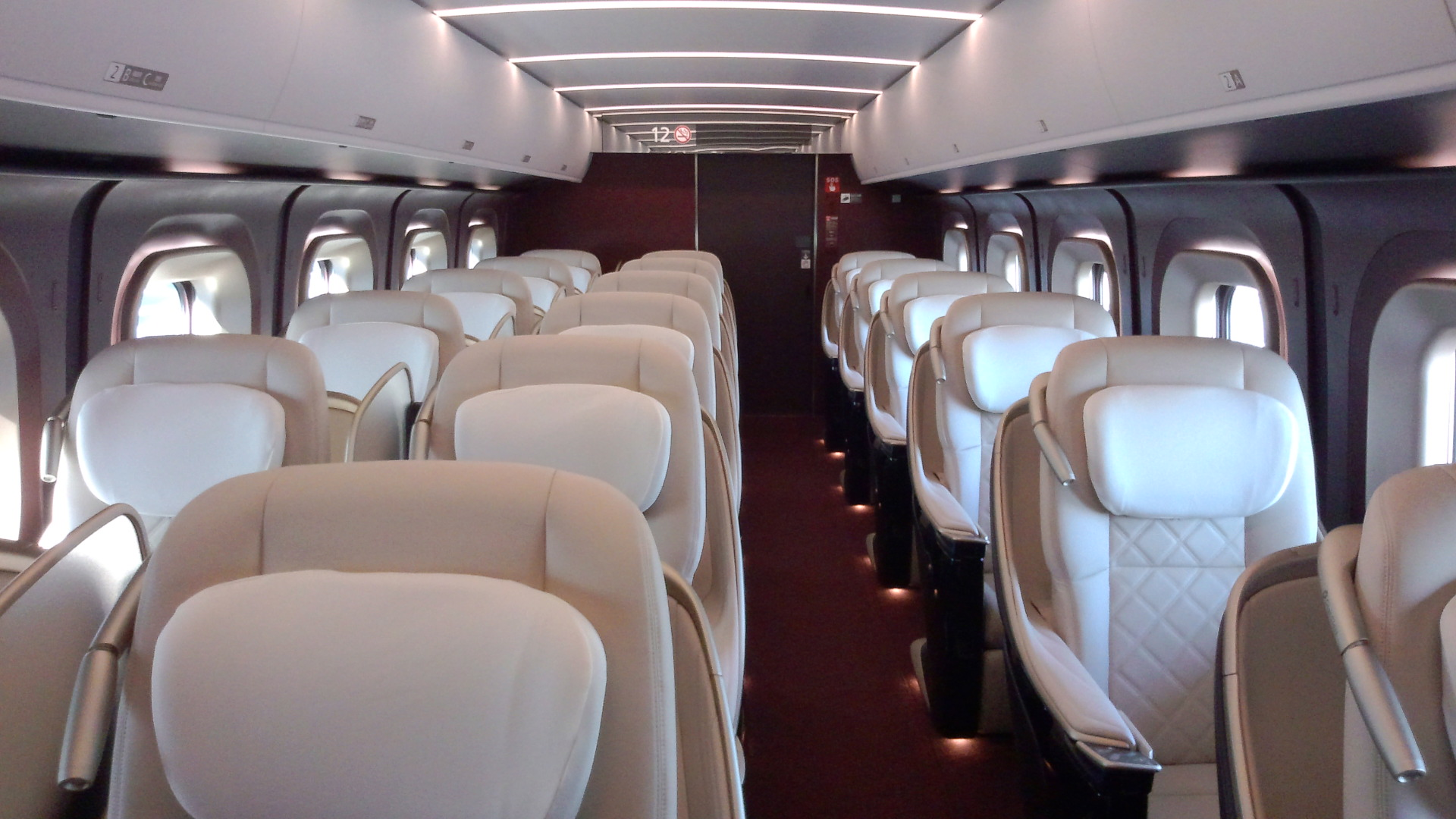
12호차 그랜클래스
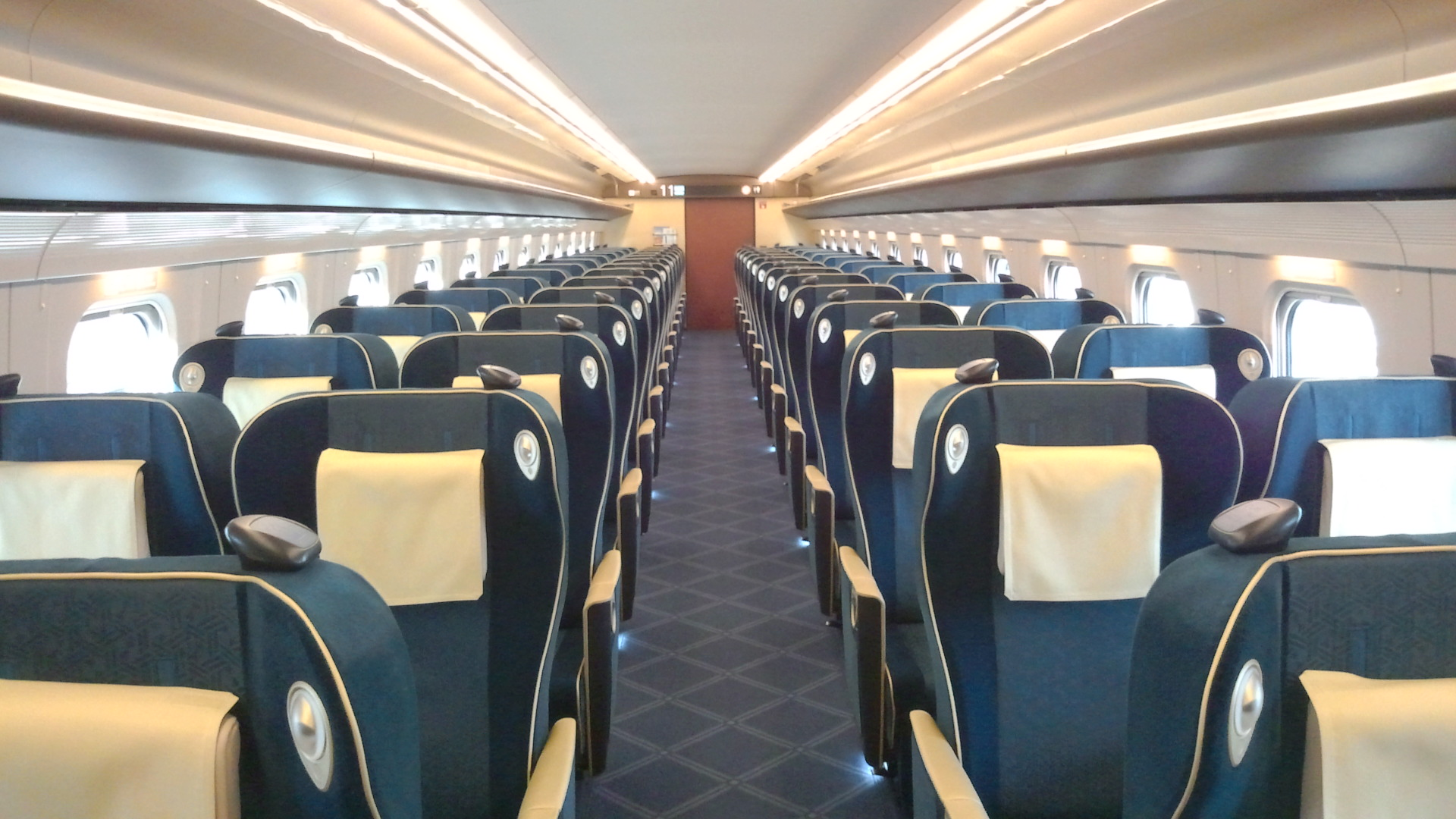
11호차 그린차
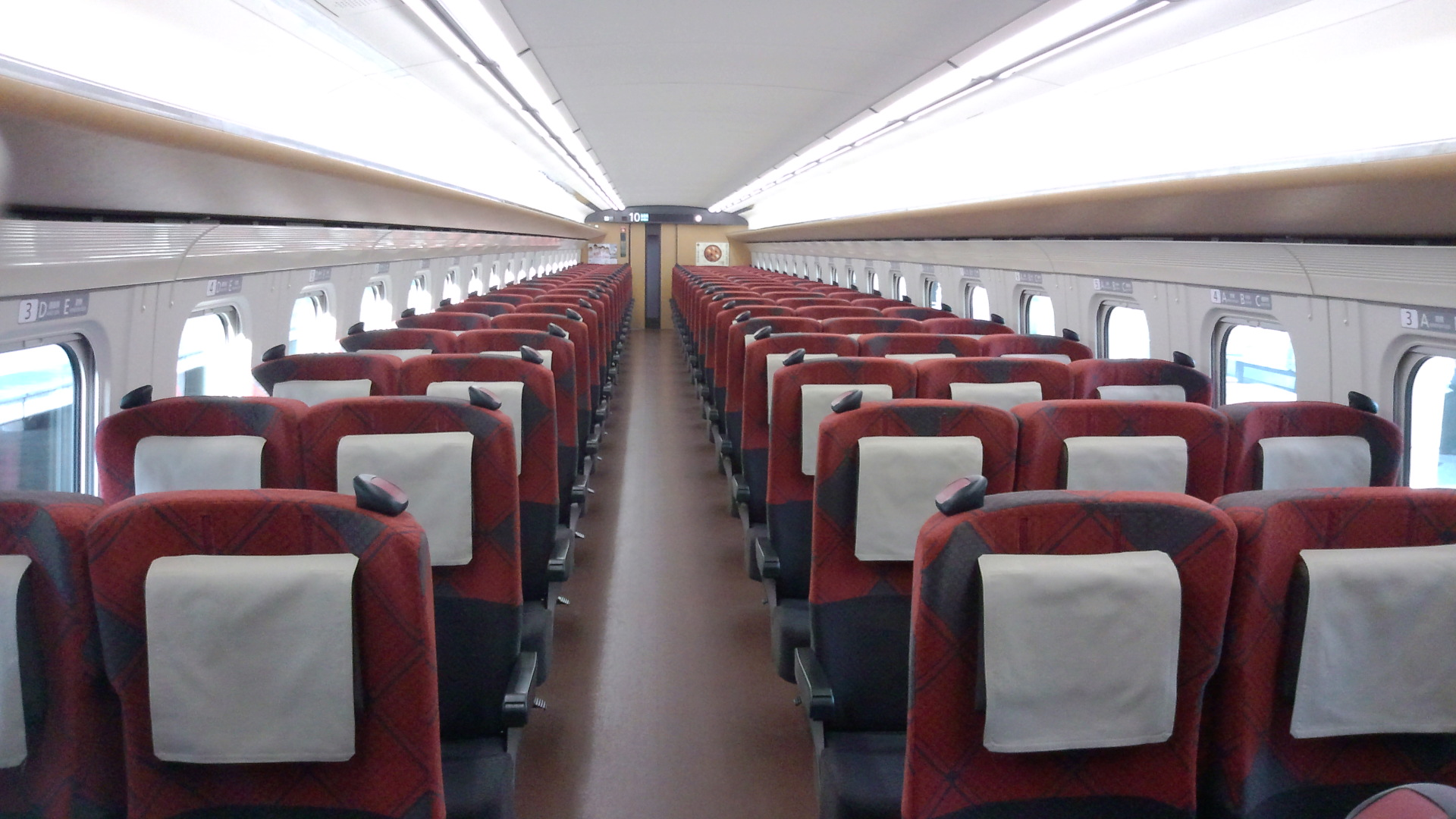
10호차 좌석

## 운행 현황
| 운행 노선 | 열차 번호     | 운행 구간       | 차량      | 비고 |
| --------- | ------------- | --------------- | --------- | ---- |
| 호쿠리쿠  | 700호 ~ 736호 | 도야마 ~ 쓰루가 | E7계 W7계 |      |

## 정차역
| 운행 횟수                      | 도야마 | 신타카오카 | 가나자와 | 고마쓰 | 가가온센 | 아와라온센 | 후쿠이 | 에치젠타케후 | 쓰루가 | 비고 |
| ------------------------------ | ------ | ---------- | -------- | ------ | -------- | ---------- | ------ | ------------ | ------ | ---- |
| 하행 17회 상행 19회            | ●      | ●          | ●        | ■      | ■        | ■          | ●      | ■            | ●      |      |
| ●＝정차；■＝일부 정차；↔＝통과 |        |            |          |        |          |            |        |              |        |      |

## 운행 열차

### 현재 운행하는 열차
- E7계·W7계[1]

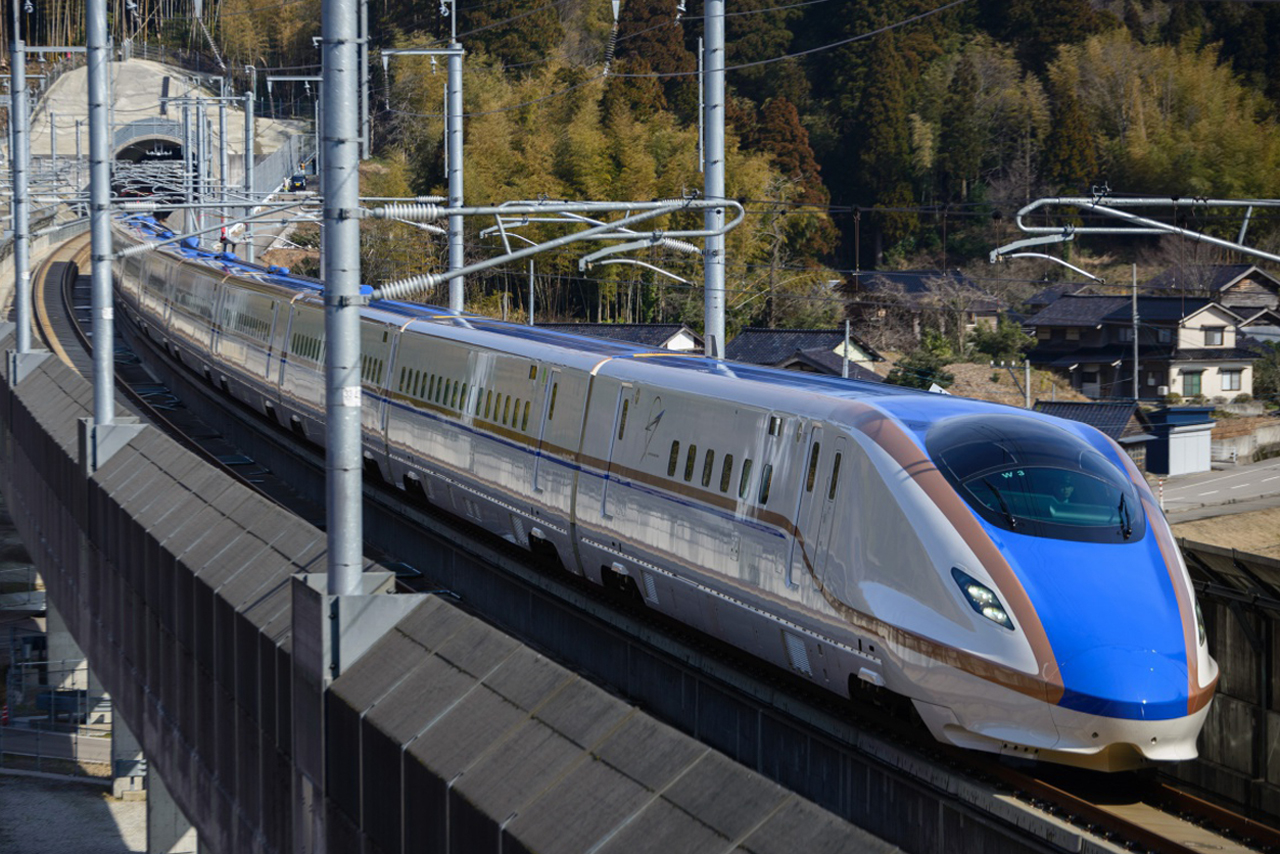
신칸센 W7계

### 퇴역 및 과거 운행 열차
일본국유철도 시절

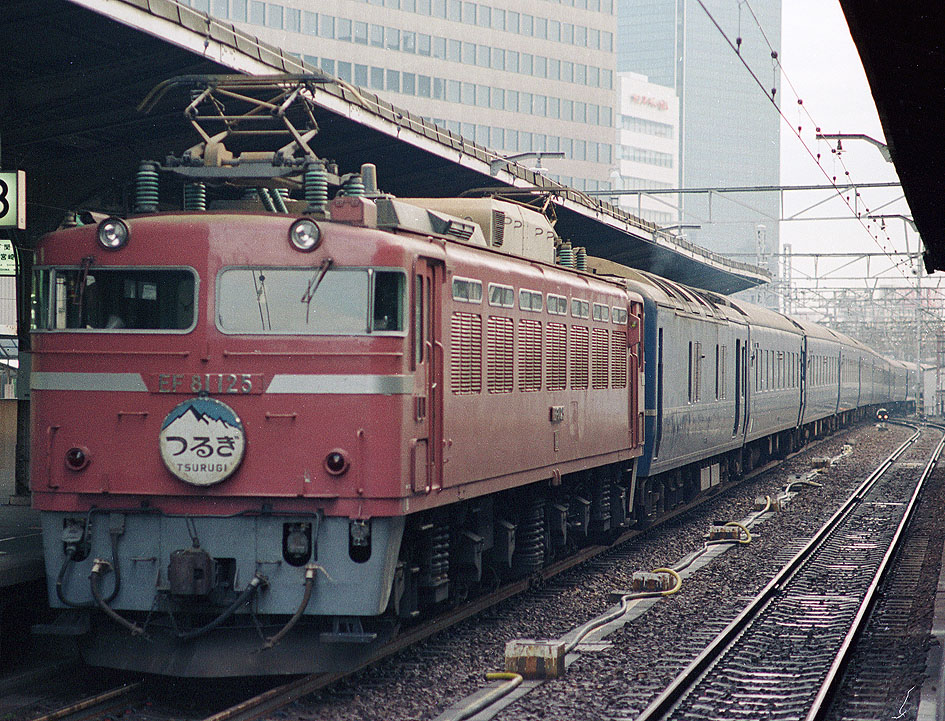
EF81형
- 20계
- 24계
- 25계

- EF81형

## 객차 구성

### E7계·W7계[12]
| 호차 | 1      | 2      | 3           | 4      | 5      | 6      | 7                       | 8                 | 9                 | 10                | 11                 | 12                    |
| ---- | ------ | ------ | ----------- | ------ | ------ | ------ | ----------------------- | ----------------- | ----------------- | ----------------- | ------------------ | --------------------- |
| 좌석 | 자유석 | 자유석 | 자유석      | 자유석 | 지정석 | 지정석 | 지정석                  | 지정석 (출입금지) | 지정석 (출입금지) | 지정석 (출입금지) | 그린차             | 그랜클래스 (출입금지) |
| 시설 | 화장실 |        | 화장실 전화 |        | 화장실 |        | 화장실 전화 장애인 시설 |                   | 화장실            |                   | 화장실 장애인 시설 | 화장실                |

- 12호차 그랜클래스
- 11호차 그린차
- 10호차 좌석